# Birds Aren't Real

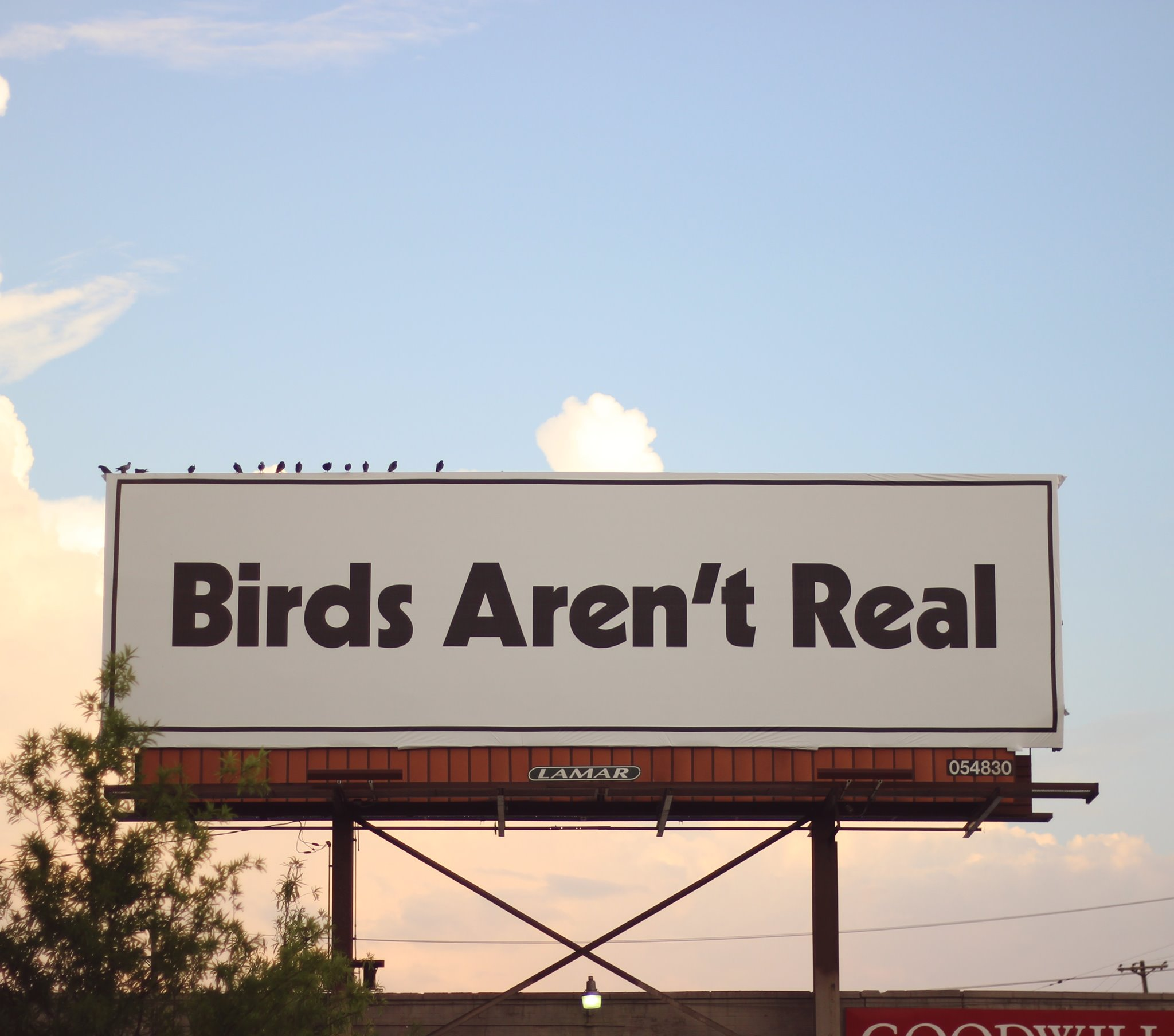
Biển quảng cáo ở Memphis, Tennessee, 2019

Phong trào Birds Aren't Real (tạm dịch: Chim không có thật) là một thuyết âm mưu châm biếm cho rằng tất cả các con chim là máy bay không người lái do chính phủ Hoa Kỳ điều hành để theo dõi người dân.

## Bối cảnh

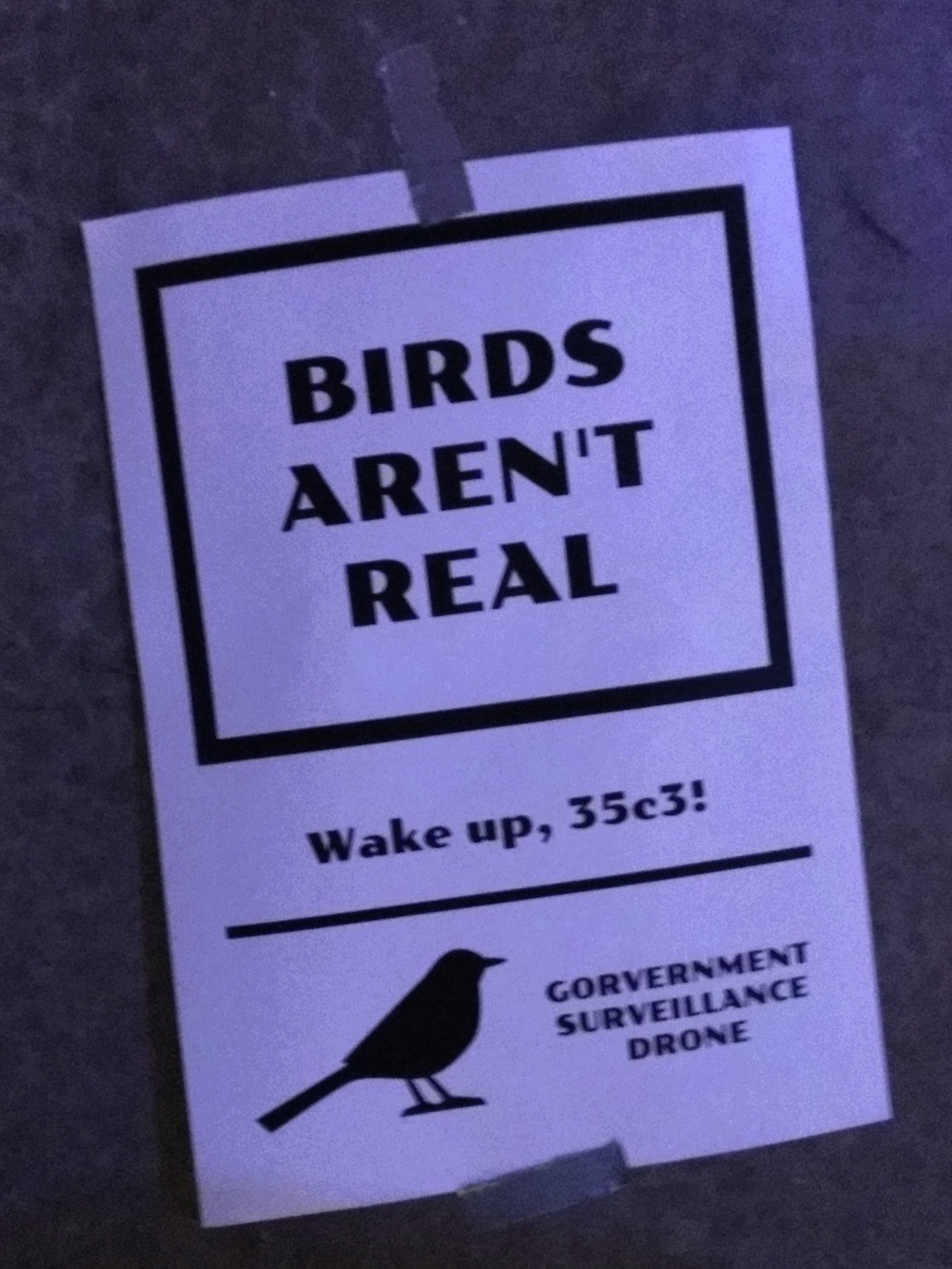
Một áp phích về thuyết âm mưu vào năm 2018.

Peter McIndoe đã tạo ra thuyết âm mưu vào tháng 1 năm 2017. Sau khi nhìn thấy những người ủng hộ Trump tụ tập chống cuộc Tuần hành phụ nữ 2017 ở Memphis, Tennessee, anh đã viết "Chim không có thật" trên một áp phích và đưa ra giả thiết của anh đến những người chống biểu tình như một "trò đùa", dẫn đến phong trào lan rộng trên mạng xã hội. Năm 2017, anh đăng trên Facebook: "Tôi đã thực hiện một phong trào cách đây vài tháng, và nhiều người trên Instagram có vẻ thích nó". Sau đó, anh phủ nhận bài đăng, và chỉ thừa nhận mình không thật sự tin thuyết âm mưu này vào năm 2021.
Phong trào này cho rằng tất cả những con chim ở Hoa Kỳ bị chính phủ liên bang giết hết từ năm 1959 đến năm 1971 và được thay thế bởi những máy bay không người lái của chính phủ để do thám người dân, tuy nhiên các điều cụ thể không hoàn toàn nhất quán. Họ cho rằng chim dựa vào dây điện cao thế để tự sạc chúng, chim thải phân lên xe vì nó là một phương pháp theo dõi và tổng thống John F. Kennedy bị ám sát bởi chính phủ vì ông không muốn giết hết các con chim.

## Ủng hộ
Vào năm 2019, một bảng quảng cáo đã được dựng lên với nội dung "Chim không có thật" ở Memphis, Tennessee. Vào năm 2021, nhiều người ủng hộ đã biểu tình trước trụ sở chính của Twitter tại San Francisco để yêu cầu công ty thay đổi biểu tượng con chim của mình. Vào năm 2021, MSNBC cho biết phong trào có hàng trăm nghìn thành viên. Vào tháng 10 năm 2022, hàng trăm người ủng hộ đã biểu tình ở Manhattan, New York. Phong trào thừa nhận rằng đây là "biểu tình lớn nhất của họ".
McIndoe đã xuất hiện trên các phương tiện truyền thông nhiều lần và thực hiện nhiều cuộc phỏng vấn quảng bá phong trào Chim không có thật này. Vào năm 2021, anh ấy tuyên bố rằng anh ấy làm việc toàn thời gian với tư cách là người phát ngôn cho phong trào, kiếm tiền từ việc bán hàng hóa.